# Edward Scissorhands
Edward Scissorhands är en amerikansk romantisk fantasy-dramafilm från 1990 i regi av Tim Burton, som även skrivit filmens manus tillsammans med Caroline Thompson. Huvudrollerna spelas av Johnny Depp, Winona Ryder, Dianne Wiest, Anthony Michael Hall, Kathy Baker och Vincent Price. Den svenska titeln i Finland är Saxhand Edward.
Musiken i filmen är komponerad av Danny Elfman. Kostymerna är gjorda av Colleen Atwood. Stan Winston och Ve Neill skötte sminket för vilket de nominerades till en Oscar för bästa smink. Johnny Depp nominerades till en Golden Globe för bästa huvudroll. Detta var Depps första samarbete med Burton.
Rollen som den gamle uppfinnaren var specialskriven för Tim Burtons vän Vincent Price. Det blev hans sista roll. Till skillnad från de skräckfilmsfigurer som gjorde Price till en stjärna, var uppfinnaren en god karaktär. Tim Burton har sagt att Edward Scissorhands är hans mest personliga film.

## Handling
I ett stort grått/svart slott på ett högt berg bor en gammal uppfinnare som har lyckats bygga en man, Edward Scissorhands. Men han hinner aldrig ge Edward ett par riktiga händer förrän han dör av ålderdom. Istället får Edward behålla de saxar som ersatt händerna i väntan på ett par riktiga. Där lever Edward nu helt ensam i det gamla slottet.
En dag beger sig Peg Boggs upp till slottet för att sälja kosmetika, och där får hon syn på Edward. Hon tar då hem honom till sitt hus i Pastellstaden. Där har han det bra, han klipper buskar, hår på människor och hundar och gör isskulpturer. Han förälskar sig i Kim, Pegs dotter. Men så har Jim, Kims pojkvän, lurat med honom på ett rån hos sina föräldrar. När polisen dyker upp, lyckas alla inblandade förutom Edward hinna undan.
En kvinna i staden, Joyce, som ligger med de flesta, var från första början intresserad av Edward. Hon hjälper honom att starta en frisersalong, och när hon skall visa upp olika förkläden, försöker hon att ha sex med Edward, och när han inte besvarar hennes närmanden, då lurar hon alla andra att han förgrep sig på henne.

## Rollista i urval
- Johnny Depp – Edward Scissorhands
- Winona Ryder – Kim Boggs
- Dianne Wiest – Peg Boggs, Kims mor
- Anthony Michael Hall – Jim, Kims pojkvän
- Alan Arkin – Bill Boggs, Kims far
- Robert Oliveri – Kevin Boggs, Kims lillebror
- Vincent Price – uppfinnaren
- Kathy Baker – Joyce Monroe
- Conchata Ferrell – Helen
- Caroline Aaron – Marge
- Dick Anthony Williams – Officer Allen
- O-Lan Jones – Esmeralda